# Покрајина Ком
Ком (перс. استان قم) је једна од 30 иранских провинција. Са својих 11.237 km², чини 0,89% укуне површине Ирана. Налази се на северу земље и граничи се са покрајинама Техеран на северу, Семнан на истоку, Исфахан на југу и југоистоку и Марказијем на западу. Административни центар Кома је истоимени град, уједно и једини у овом делу Ирана. Према подацима из 2005. године у Кому је живело нешто више од милион људи од којих је преко 92% било насељено у урбаним крајевима.
Ком је једина провинција у Ирану која се састоји од само једног шахрестна, једног града, четири општине и 8 села. Пре доношења новог закона 1995, Ком је био саставни део Провинције Техеран, али је реорганизацијом постао самостални административна јединица.